# Tillandsia multicaulis
Tillandsia multicaulis es una especie de planta epífita dentro del género  Tillandsia, perteneciente a la  familia de las bromeliáceas.  

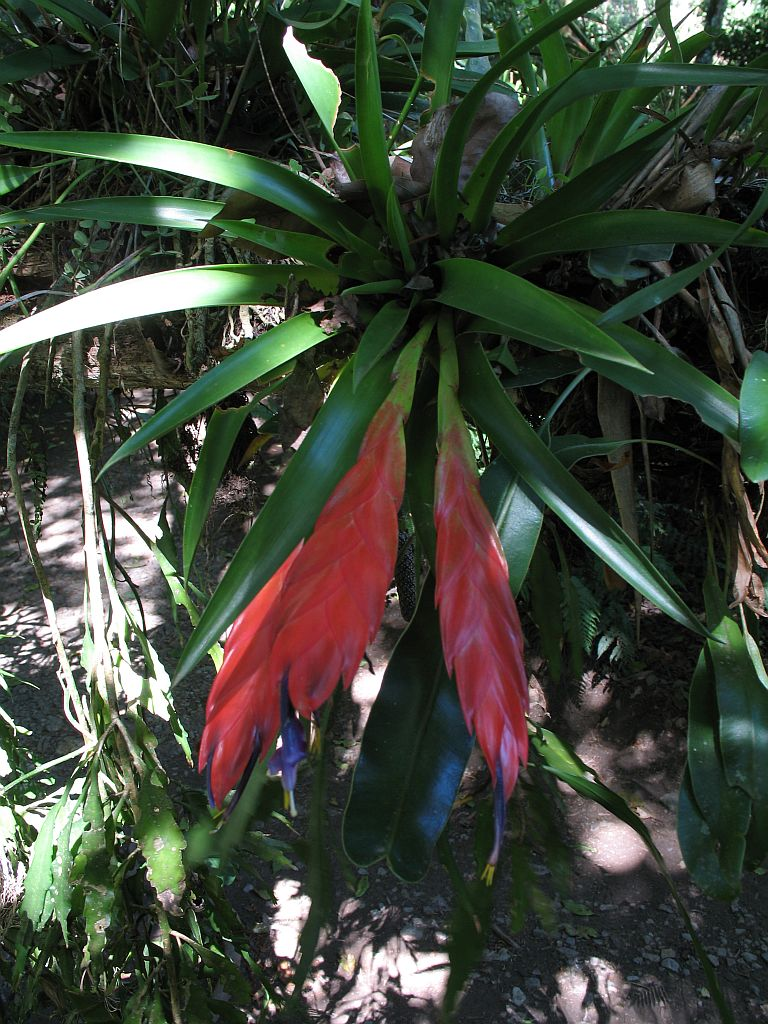
Vista de la planta

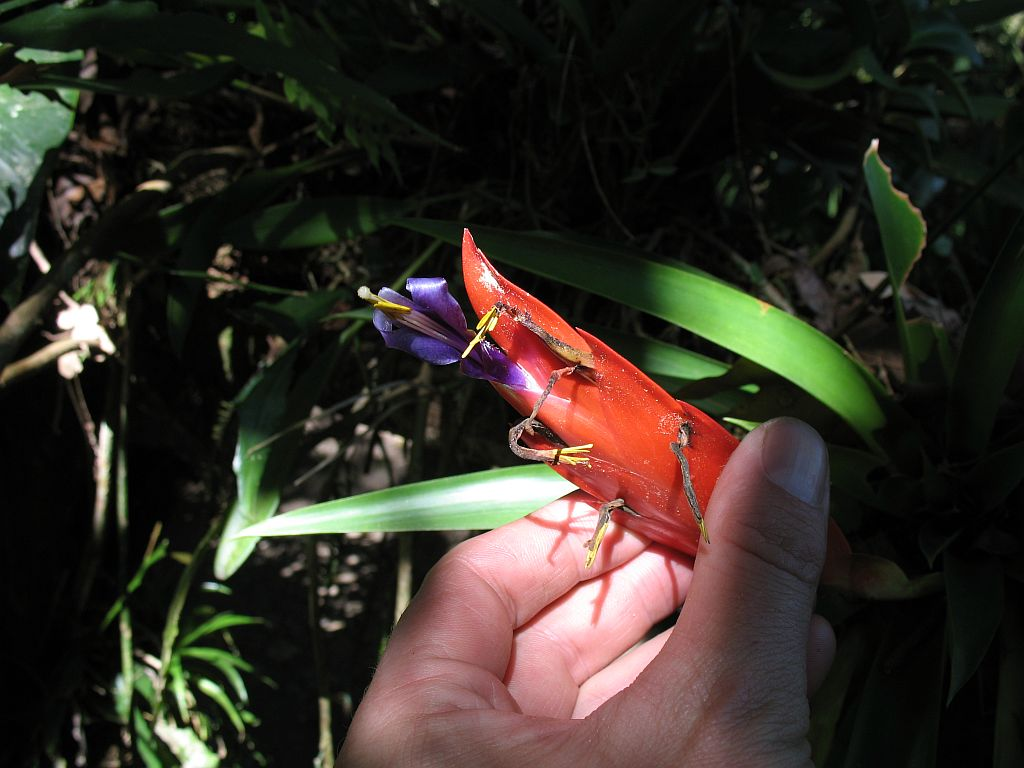
Detalle

## Descripción
Son plantas acaulescentes, que alcanzan un tamaño de 30 cm de alto. Hojas de 16–31 cm de largo; vainas 4–6 cm de ancho, café pálidas con manchas indefinidas café-rojizas a púrpuras, indumento café-lepidoto menudamente adpreso; láminas liguladas, (2–) 2.5–3.8 cm de ancho, menudamente café-lepidotas, tornándose glabras. Escapo(s) 8–13 cm de largo, brácteas vaginiformes imbricadas; inflorescencia(s) simple, generalmente múltiple, 9–12 cm de largo, con 6–8 flores, suberectas a recurvadas, brácteas florales 5.3–6.2 cm de largo, mucho más largas que los sépalos, imbricadas, carinadas, lisas o casi así, glabras, coriáceas; pedicelos florales 4–5 mm de largo; sépalos (3.2–) 3.7–4.7 cm de largo, ecarinados o inconspicuamente carinados, libres; pétalos morados. Cápsulas ca 4–5 cm de largo.

## Distribución y hábitat
Se encuentra en  nebliselvas, bosques perennifolios, a una altitud de 1200–1800 metros; fl mar–jun, fr may–nov; desde el sur de México a Panamá.

## Cultivares
- Tillandsia 'Wildfire'[4]
- xVrieslandsia 'Blazing Tropics'[4]
- xVrieslandsia 'Golden Touch'[4]
- xVrieslandsia 'Spiraling Flame'[4]
- xVrieslandsia 'Swamp Fire'[4]

## Taxonomía
Tillandsia multicaulis fue descrita por Ernst Gottlieb von Steudel y publicado en Nomenclator Botanicus. Editio secunda 2: 688. 1841.
Etimología
Tillandsia: nombre genérico que fue nombrado por Carlos Linneo en 1738 en honor al médico y botánico finlandés Dr. Elias Tillandz (originalmente Tillander) (1640-1693).
multicaulis: epíteto latíno que significa "con tallos múltiples"
Sinonimia
- Tillandsia caespitosa Schltdl. & Cham.
- Tillandsia schlechtendalii Baker
- Vriesea caespitosa E.Morren ex Baker
- Vriesea schlechtendalii (Baker) Wittm.[6][7]